# Prwa makedonska fudbałska liga
Prwa makedonska fudbałska liga, mac. Прва македонска фудбалска лига – najwyższa w hierarchii klasa męskich ligowych rozgrywek piłkarskich w Macedonii Północnej, będąca jednocześnie najwyższym szczeblem centralnym (I poziom ligowy), utworzona w 1992 roku i od samego początku zarządzana przez Macedoński Związek Piłki Nożnej (FFM). Zmagania w jej ramach toczą się cyklicznie (co sezon) i przeznaczone są dla 12 najlepszych krajowych klubów piłkarskich. Jej triumfator zostaje Mistrzem Macedonii Północnej, zaś najsłabsze drużyny są relegowane do Wtorej ligi (II ligi macedońskiej).

## Historia
Mistrzostwa Macedonii w piłce nożnej rozgrywane są od 1927 roku. Od 1927 do końca sezonu 1990/91 liga macedońska była jedną z niższych lig w byłej Jugosławii. Niejednokrotnie zmieniał się format rozgrywek. Po upadku SFR Jugosławii w 1991 roku proklamowano niepodległość Macedonii. W sezonie 1992/93 startowała Prwa liga. Najwięcej razy w rozgrywkach triumfował zespół Wardar Skopje.

## System rozgrywek
Obecny format ligi zakładający podział rozgrywek na 4 koła obowiązuje od sezonu 2016/17.
Rozgrywki składają się z 36 kolejek spotkań rozgrywanych pomiędzy drużynami systemem kołowym. Każda para drużyn rozgrywa ze sobą cztery mecze – dwa w roli gospodarza, dwa jako goście. Od sezonu 2015/16 w lidze występuje 10 zespołów. W przeszłości liczba ta wynosiła od 12 do 18. Drużyna zwycięska za wygrany mecz otrzymuje 3 punkty (do sezonu 1993/94 2 punkty), 1 za remis oraz 0 za porażkę.
Zajęcie pierwszego miejsca po ostatniej kolejce spotkań oznacza zdobycie tytułu Mistrza Macedonii Północnej w piłce nożnej. Mistrz Macedonii Północnej kwalifikuje się do eliminacji Ligi Mistrzów UEFA. Druga oraz trzecia drużyna zdobywają możliwość gry w Lidze Europy UEFA. Również zwycięzca Pucharu Macedonii Północnej startuje w eliminacjach do Ligi Europy lub, w przypadku, w którym zdobywca krajowego pucharu zajmie pierwsze miejsce w lidze – możliwość gry w eliminacjach do Ligi Europy otrzymuje również czwarta drużyna klasyfikacji końcowej. Zajęcie 2 ostatnich miejsc wiąże się ze spadkiem drużyn do Wtorej ligi. Trzecia drużyna od dołu tablicy walczy w barażach play-off z trzecią drużyną Wtorej ligi o utrzymanie w najwyższej lidze.
W przypadku zdobycia tej samej liczby punktów, klasyfikacja końcowa ustalana jest na podstawie wyniku dwumeczu pomiędzy drużynami, w następnej kolejności, w przypadku remisu – na podstawie różnicy bramek w pojedynku bezpośrednim, następnie na podstawie ogólnego bilansu bramkowego osiągniętego w sezonie, większej liczby bramek zdobytych oraz w ostateczności za pomocą losowania.

## Skład ligi w sezonie 2025/26
| Uczestnicy poprzedniej edycji | Uczestnicy poprzedniej edycji | Uczestnicy poprzedniej edycji | Uczestnicy poprzedniej edycji |
| --- | ----------------------------- | ----------------------------- | ----------------------------- |
| ŠKT | Szkendija Tetowo              | Tetowo                        | 1                             |
| SIL | Siłeks Kratowo                | Kratowo                       | 2                             |
| RAB | Rabotniczki Skopje            | Skopje                        | 3                             |
| STR | FK Struga                     | Struga                        | 4                             |
| VAR | Wardar Skopje                 | Skopje                        | 5                             |
| PEL | FK Pelister                   | Bitola                        | 6                             |
| SKU | KF Shkupi                     | Skopje                        | 7                             |
| TIK | Tikwesz Kawadarci             | Kawadarci                     | 8                             |
| APB | AP Brera                      | Strumica                      | 9                             |
| Spadek z Prwej ligi 2024/25 |                               |                               |                               |
| GOS | Gostiwar                      | Gostiwar                      | 11                            |
| VOS | Voska Sport                   | Ochryda                       | 12                            |
| po barażach |                               |                               |                               |
| BES | Besa Dobërdoll                | Dobri Doł                     | 10                            |
| Awans z Wtorej ligi 2024/25 |                               |                               |                               |
| MGP | FK Makedonija Dźorcze Petrow  | Skopje                        | 1                             |
| Szablon:Fb team Arsimi | Szablon:Fb team Arsimi        | Czegrane                      | 2                             |
| po barażach |                               |                               |                               |
| BAS | Bashkimi Kumanowo             | Kumanowo                      | 3                             |
| Oznaczenia: - kolumna pierwsza – skróty nazw drużyn, - kolumna trzecia – siedziba klubu, - kolumna czwarta – miejsce zajęte w poprzednim sezonie. |                               |                               |                               |

## Statystyka

### Tabela medalowa
Mistrzostwo Macedonii Północnej zostało do tej pory zdobyte przez 10 różnych drużyn.
Stan na 11 maja 2025. 
| Lp. | Klub                      | Miejsca na podium | Miejsca na podium | Miejsca na podium | Zwycięskie sezony                           |   |   |                                                                                                   |
| --- | ------------------------- | ----------------- | ----------------- | ----------------- | ------------------------------------------- | - | - | ------------------------------------------------------------------------------------------------- |
| Lp. | Klub                      | 1.                | Wardar Skopje     | 11                | Zwycięskie sezony                           | 4 | 3 | 1992/93, 1993/94, 1994/95, 2001/02, 2002/03, 2011/12, 2012/13, 2014/15, 2015/16, 2016/17, 2019/20 |
| 2.  | Shkëndija Tetowo          | 5                 | 2                 | 5                 | 2010/11, 2017/18, 2018/19, 2020/21, 2024/25 |   |   |                                                                                                   |
| 3.  | Rabotniczki Skopje        | 4                 | 3                 | 4                 | 2004/05, 2005/06, 2007/08, 2013/14          |   |   |                                                                                                   |
| 4.  | Siłeks Kratowo            | 3                 | 7                 | 1                 | 1995/96, 1996/97, 1997/98                   |   |   |                                                                                                   |
| 5.  | Słoga Jugomagnat Skopje   | 3                 | 2                 | 2                 | 1998/99, 1999/00, 2000/01                   |   |   |                                                                                                   |
| 6.  | Pobeda Prilep             | 2                 | 2                 | 4                 | 2003/04, 2006/07                            |   |   |                                                                                                   |
| 7.  | FK Struga                 | 2                 | 0                 | 1                 | 2022/23, 2023/24                            |   |   |                                                                                                   |
| 8.  | Shkupi Skopje             | 1                 | 2                 | 0                 | 2021/22                                     |   |   |                                                                                                   |
| 9.  | Makedonija Skopje         | 1                 | 1                 | 2                 | 2008/09                                     |   |   |                                                                                                   |
| 10. | Renowa Dżepcziszte        | 1                 | 0                 | 2                 | 2009/10                                     |   |   |                                                                                                   |
| 11. | Metałurg Skopje           | 0                 | 3                 | 2                 |                                             |   |   |                                                                                                   |
| 12. | Bełasica Strumica         | 0                 | 2                 | 0                 |                                             |   |   |                                                                                                   |
| 12. | Miłano Kumanowo           | 0                 | 2                 | 0                 |                                             |   |   |                                                                                                   |
| 14. | Akademija Pandew Strumica | 0                 | 1                 | 1                 |                                             |   |   |                                                                                                   |
| 14. | Horizont Turnowo          | 0                 | 1                 | 1                 |                                             |   |   |                                                                                                   |
| 16. | Bałkan Skopje             | 0                 | 0                 | 2                 |                                             |   |   |                                                                                                   |
| 17. | Cementarnica Skopje       | 0                 | 0                 | 1                 |                                             |   |   |                                                                                                   |
| 17. | Pelister Bitola           | 0                 | 0                 | 1                 |                                             |   |   |                                                                                                   |